# Colonia Ingeniero Raúl Sandoval Landázuri
Colonia Ingeniero Raúl Sandoval Landázuri är en ort i Mexiko.   Den ligger i kommunen San Miguel Soyaltepec och delstaten Oaxaca, i den sydöstra delen av landet, 300 km öster om huvudstaden Mexico City. Colonia Ingeniero Raúl Sandoval Landázuri ligger 34 meter över havet och antalet invånare är 319.
Terrängen runt Colonia Ingeniero Raúl Sandoval Landázuri är platt åt nordost, men åt sydväst är den kuperad. Runt Colonia Ingeniero Raúl Sandoval Landázuri är det ganska tätbefolkat, med 100 invånare per kvadratkilometer. Närmaste större samhälle är Isla Soyaltepec, 13,0 km sydväst om Colonia Ingeniero Raúl Sandoval Landázuri. Trakten runt Colonia Ingeniero Raúl Sandoval Landázuri består till största delen av jordbruksmark.